# GJ 422 b
Глизе 422 b (Gliese 422 b) — неподтверждённая экзопланета, вращающаяся вокруг красного карлика Глизе 422 (звезда Иннеса), расположенного в созвездии Киля на расстоянии 41 св. лет (12,7 пк) от Солнца.
Глизе 422 b была обнаружена в 2014 году. Она имеет массу в десять больше массы Земли, и, следовательно, может быть или мегаземлёй, если это твёрдое тело, или мини-нептуном, если она газообразная.
Она расположена в пределах зоны обитаемости Глизе 422, которая простирается от 0,11 до 0,21 астрономических единиц. Большая полуось орбиты у Глизе 422 b составляет 0,122+0,014
−0,011 астрономических единиц, а орбитальный период 26,161+0,082
−0,098 земных дней.